# 徐歸道
徐歸道（？—757年），唐朝安祿山裨將。
天宝十四年（755年），安史之亂爆發，安祿山西進長安，至德元载（756年）十二月, 平卢留后徐归道鸩杀节度使刘正臣，安祿山以徐歸道為平盧節度使，駐守營州（遼甯朝陽）。徐歸道的裨將侯希逸不願反叛唐朝，遂與安東都護王玄志襲殺徐歸道，歸順朝廷。